# 브리더스
브리더스(The Breeders)는 미국의 얼터너티브 록 밴드이다. 오하이오주 데이튼에서 결성되었고 멤버로는 킴 딜(Kim Deal, 리듬 기타, 리드 보컬)과 그녀의 쌍둥이 자매 켈리 딜(Kelley Deal, 리드 기타, 보컬), 조세핀 윅스(Josephine Wiggs, 베이스, 보컬), 짐 맥퍼슨(Jim Macpherson, 드럼)으로 구성되어 있다.
브리더스는 1989년 밴드 픽시스의 킴 딜과 쓰로잉 뮤지스의 탄야 도넬리가 각자의 밴드에서 활동하면서 사이드 프로젝트로 시작했고 1990년 데뷔 앨범 <Pod>를 만들기 위해 퍼펙트 디제스터의 베이스 조세핀 윅스와 슬린트의 드러머 브릿 왈포드를 영입했다. 그리고 1992년 EP 앨범 <Safari>를 만들 때 킴 딜의 자매였던 켈리가 세 번째 기타리스트로 밴드에 합류했는데 그 당시 켈리가 기타를 전혀 쳐본 적이 없다는 이야기는 유명하다. 이후 탄야 도넬리는 자신이 새로 조직한 밴드 벨리에 집중하기 위해 떠나면서 켈리 딜이 리드 기타를 맡게 되었다. 같은 시기에 브릿 왈포드도 탈퇴했다. 이들의 첫 번째 앨범이 당시 상업적으로 그리 성공적이지는 못했지만 인디 록 팬들 가운데 인기를 얻었으며 많은 이들이 극찬을 했는데 특히 너바나의 리더였던 커트 코베인 같은 경우 <Pod>가 자신이 가장 좋아하는 앨범들 중 하나라고 했다. 이후 브리더스는 다음 앨범을 준비한다.
1993년 픽시스가 해체되면서 킴 딜은 브리더스에 전력하게 된다. 킴은 자기 동네인 오하이오주 데이튼에서 활동하는 짐 맥퍼슨을 영입하여 밴드를 떠난 왈포드가 맡았던 드럼 자리를 채우면서 브리더의 최전성기 멤버들이 구성되었다. 그리고 제작한 앨범 <Last Splash>는 1990년대 초 얼터너티브 록 붐이 일어나던 와중인 1993년에 발매되어 브리더스 앨범들 중 가장 상업적으로 성공을 거둔다. 백만장 이상이 팔렸고 싱글 "Cannonball"이 큰 인기를 얻었다.
<Last Splash>의 성공 이후 1년쯤 된 1994년, 마약과 술로 인해 밴드 활동에 공백기가 생겼는데 딜 자매는 이후 몇 년간 재활 치료를 받는다. 이 기간 동안 킴 딜은 더 앰프스(The Amps)라는 얼터너티브 밴드를 조직하여 잠깐 활동하며 1995년에 <Pacer>라는 앨범 한 장을 냈다. 1990년대 말이 되어서야 킴과 켈리 자매는 새로운 멤버들로 브리더스를 다시 시작했고 2002년 <TK>와 2008년 <Mountain Battles> 두 장의 앨범을 냈다. 2013년 <Last Splash> 앨범 발매 20주년을 맞아 킴과 켈리는 이전 멤버들인 조세핀 윅스와 짐 맥퍼슨와 재결합하면서 함께 기념 투어를 벌였다. 그리고 1993년의 <Last Splash> 앨버 이후 전성기 멤버들이 다시금 함께 만든 앨범이자 다섯 번째 앨범인 <All Nerve>가 2018년 출시되었다.

## 역사

### 형성기

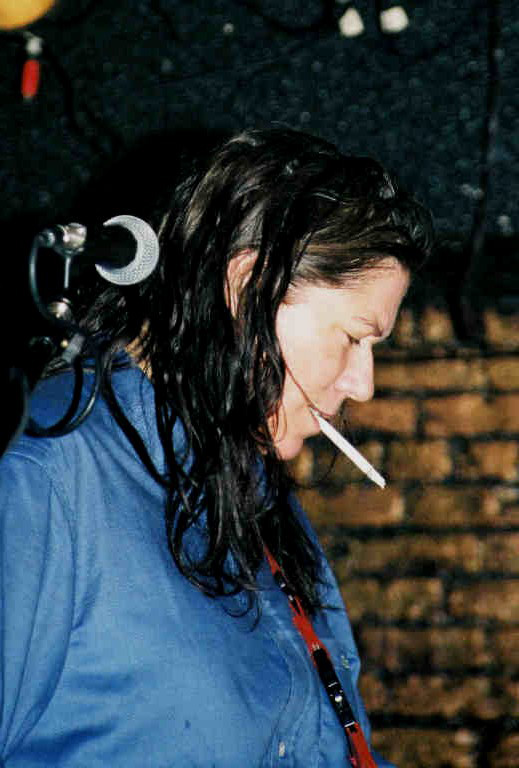
밴드와 함께 공연 중인 리드 보컬 킴딜 (2002년)

브리더스는 픽시스의 베이스로 활동하던 킴 딜은 보조적인 역할에만 만족하지 않고 새로운 곡들을 쓰기 시작했는데 쓰로잉 뮤지스란 밴드와 유럽 투어를 함께 하던 중 두 밴드 모두 앞날이 불투명한 상황에서 킴 딜은 쓰로잉 뮤지스의 기타리스트인 탄야 도넬리와 함께 사이드 프로젝트를 계획한다. 둘은 바이올린 주자이자 보컬인 캐리 브래들리를 섭외하여 "Lime House", "Doe", "Only in 3's" 등과 같은 곡이 담긴 데모 테잎을 제작했다.
세 명의 드러머와 세션 베이스의 도움을 받아 딜과 도넬리는 데모 테잎을 완성하고 보스턴 지역에서 한 차례 공연을 가졌다. 당시에는 브리더스란 이름 대신에 "보스턴 걸 수퍼그룹"이란 별칭을 썼다. 그리고 픽시스와 쓰로잉 뮤지스가 속해 있던 영국의 인디 레코드 레이블인 4AD에 데모 테잎을 보냈고 당시 4AD의 사장이었던 이보 왓츠-러셀은 "완전 마술적이고 아름다운 곡들이다"라고 감탄했다고 한다. 킴 딜은 당시 자신의 밴드에 대해 "지옥에서 온 뱅글스"라고 했다.
브리더스란 이름은 킴 딜이 친자매였던 켈리와 이전에 함께 만든 밴드 이름이었는데 동성애자들이 양성애자들을 부르는 일종의 속어였는데 킴이 재미있다고 생각하여 고른 이름이었다. 또한 킴은 호러 영화광이었는데 1979년의 영화 <브루드>(The Brood)에서 영향을 받기도 했다.

### <Pod> (1990–91년)
4AD 레코드 측에서 딜과 도넬리에게 11,000 달러의 예산을 지급하여 앨범 제작이 시작된다. 킴은 더 퍼펙트 디재스터의 조세핀 윅스에서 베이스를 쳐달라고 부탁했는데 이 둘은 1988년 런던에서 열렸던 픽시스 공연에서 만났었다. 그리고 픽시스의 1988년 앨범 <Surfer Rosa>에서 함께 작업했던 스티브 알비니에게 제작을 부탁했다. 알비니는 스틴트의 드러머 브릿 왈포드를 추천하여 멤버가 구성되었다.
영국 베드퍼드셔에 있던 윅스의 집에서 리허설을 시작했고 이후 스코틀랜드의 에든버러에서 10일 동안 <Pod> 앨범 녹음을 하고 남은 시간에는 필 세션 녹음과 "Hellbound" 비디오 작업을 했다. 런던으로 돌아와서 두 차례 공연을 했는데 이것이 당시 멤버 구성으로 했던 유일한 공연들이었다. 1990년 5월 28일 <Pod> 앨범이 출시되었고 비록 상업적으로 큰 성공을 거두지는 못했지만 평론가들로부터 긍정적인 리뷰를 받았다. 뉴욕 타임스의 카렌 쇼머는 "각진 멜로디, 흩뿌려진 템포, 날카로운 다이나믹은 두 여성이 속했던 밴드들의 요소를 상기시키면서도 <Pod>는 그 자체로도 매우 스마트하고 혁신적인 면모를 보여준다"고 했고 커트 코베인이 자신이 가장 좋아하는 앨범 중 하나라고 했던 것도 잘 알려져 있다. 코베인은 "내가 브리더스를 좋아하는 가장 큰 이유는 곡의 구조와 분위기가 매우 독특하기 때문이다. 킴이 썼던 "Gigantic"은 최고의 픽시스 곡이었다. 킴이 픽시스에서 더 많은 곡을 썼었다면 좋았을 것이다"라고 했다. 1993년 일기에서 코베인은 너바나의 사운드에 영향을 끼친 50개의 앨범을 나열했는데 그 중에 <Pod>도 포함되었다. 2007년에 있었던 인터뷰에서 <Pod> 앨범의 엔지니어였던 스티브 알비니는 그것이 자신이 했던 최고의 작업이었다고 했다.

### <Safari>와 <Last Splash> (1992–94년)
<Pod> 앨범 이후 브리더스 멤버들은 각자의 밴드로 돌아갔다. 픽시스는 1990년 <Bossanova>와 1991년 <Trompe le Monde> 앨범을 낸 이후 활동이 뜸해졌고 그 틈에 킴은 영국 브라이턴에 있는 윅스를 찾아갔고 둘이 함께 런던으로 가서 드러머 존 매톡과 함께 "Safari"라는 곡을 녹음했다. 그리고 뉴욕에서 왈포드와 도넬리와 함께 세 곡을 더 녹음하였고 이는 EP 앨범 <Safari>로 발매된다. 당시 도넬리는 자신의 밴드 벨리를 구상중이었기에 킴은 자매인 켈리에게 기타를 맡아달라고 부탁했는데 당시 켈리가 기타를 전혀 연주할 줄 몰랐다는 얘기는 유명하다. 1992년 중반에 이르러 픽시스는 거의 활동을 중지한 상태였고 브리더스는 드러머 짐 맥퍼슨을 영입했고 너바나의 1992년 유럽 투어에 오프닝으로 참여하면서 본격적으로 밴드 활동을 개시했다.
1993년 1월, 브리더스는 샌프란시스코의 코스트 레코더스에서 두 번째 정규 앨범 <Last Splash>를 녹음하고 그 해 8월에 출시하여 널리 호평 받으며 상업적으로 성공을 거두었다. 세 장의 싱글이 나왔는데 그 중 "Cannonball"은 빌보드 모던록 차트에서 2위까지 올랐다. 같은 해 너바나의 투어에 함께 했으며 1994년에는 이 앨범으로 미국 음반 산업 협회가 공인한 플레티넘을 달성한다.

### 휴지기

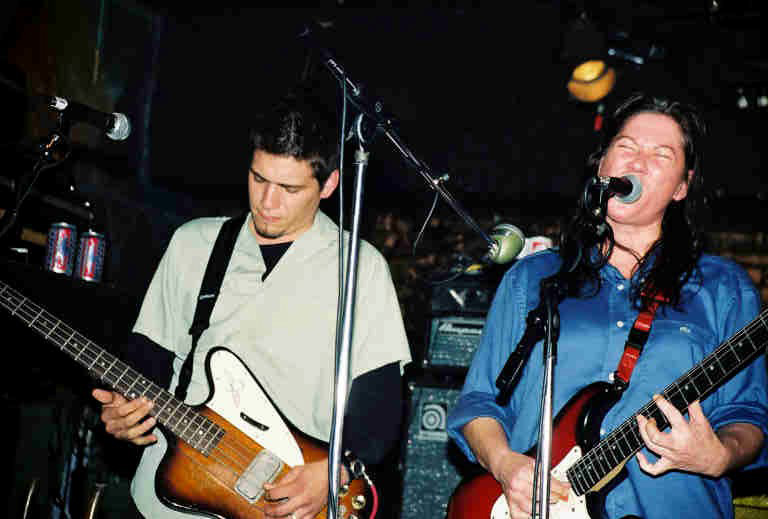
<Title TK> 앨범 당시 멤버: 킴 딜과 만도 로페즈

1995년 켈리가 마약 사건에 연루되면서 브리더스의 활동은 무기한 중단되게 되었고 킴 딜은 드러머 맥퍼슨과 데이튼 지역의 베이시스트였던 루이스 레르마, 기타리스트 네이트 팔리(그는 이후 가이디드 바이 보이스에 합류한다)와 함께 사이트 프로젝트 밴드인 더 앰프(The Amp)를 만들고 <Pacer>라는 앨범 한 장을 발매했다.
약물 재활 치료에 이후 켈리는 켈리 딜 6000이라는 밴드를 시작했고 또 라스트 하드 맨이라는 밴드도 결성했는데 여기에는 스키드 로의 보컬 세바스찬 바흐, 스매싱 펌킨스의 드러머 지미 챔벌린, 프록스의 지미 프레미온 등이 함께 했다.
1996년 킴은 다시금 브리더스의 이름을 부활시켰는데 사실상 그녀의 밴드 앰프스의 멤버들에 바이올린 주자인 캐리 브래들리를 추가한 것이었고 캘리포니아에서 몇 차례 공연을 가졌을 뿐이었다. 1997년 세 번째 정규 앨범 작업을 시도했지만 결국 성공하지 못했다.

### <Title TK> (2001–02년)

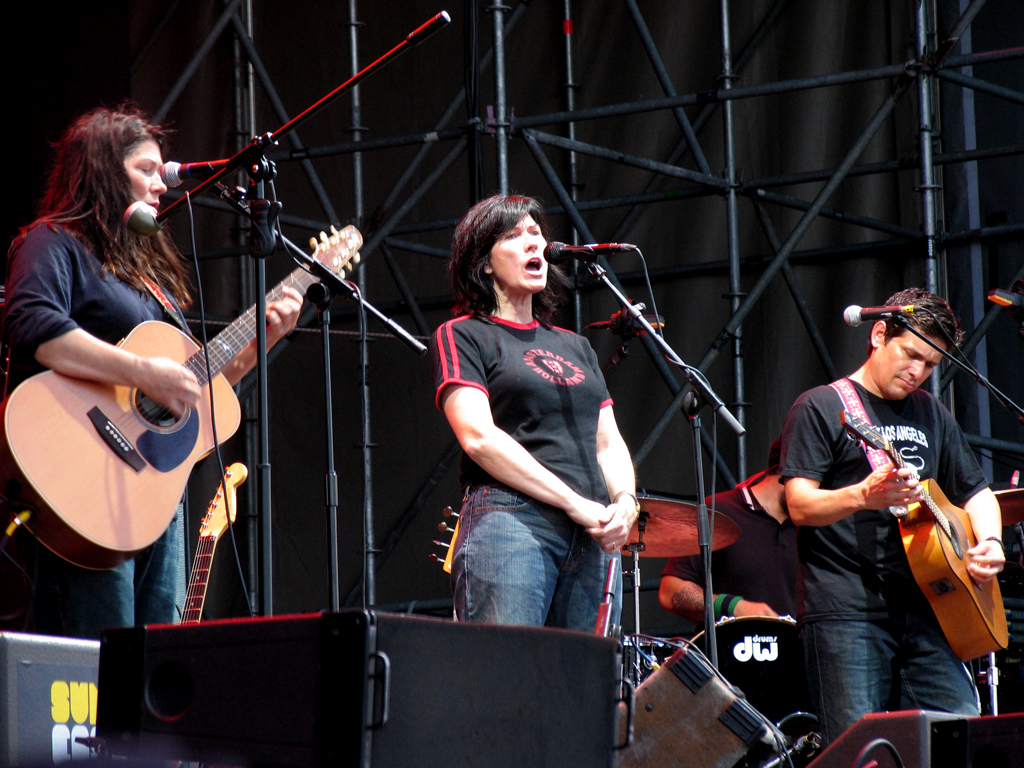
2008년 공연 중인 브리더스

킴과 켈리 딜 자매는 2001년 몇 차례의 공연을 위해 새로운 멤버를 구했고 이에 합세한 기타리스트 리처드 프레슬리, 베이시스트 만도 로페즈, 드러머 호세 메델레스와 함께 녹음 작업을 하여 세 번째 정규 앨범인 <Title TK>를 스티브 알비니와 함께 제작했다. 이 멤버들과 찍은 단편 다큐멘터리 <The Breeders: The Real Deal>이 2002년 출시되기도 했다.

브리더스는 2002년 초 드라마 <뱀파이어 해결사>에서 연주하기도 했다. 네프 허더가 쓴 드라마 주제가를 연주하기도 했었기에 제작사 측에서 부탁이 있었다.

### <Mountain Battles>와 <Fate to Fatal> (2008–10년)

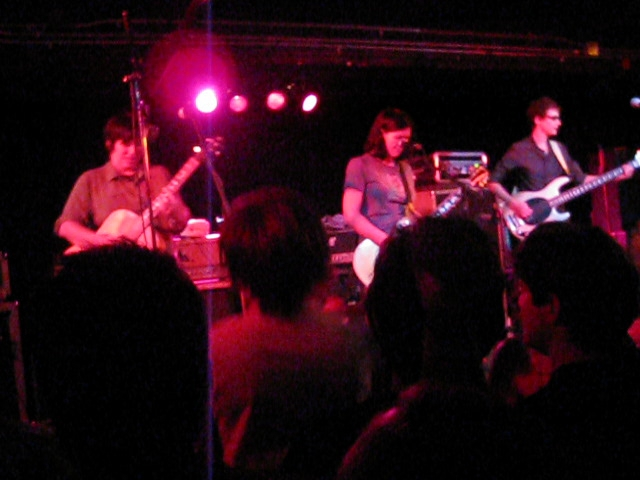
2009년 워싱턴 DC의 블랙캣 나이트클럽에서 공연 중인 브리더스

<Mountain Battles> 앨범은 4AD를 통해 2008년 4월 발매되었다. 킴과 켈리, 호세 메델레스, 만도 로페즈는 오하이오주의 데이튼에 있는 리프레이즈 레코딩 스튜디오에서 대부분의 곡들을 녹음하고 믹싱했다.
브리더스의 세 번째 EP인 <Fate to Fatal>은 2009년 4월에 나왔는데 밥 말리의 곡 "Chances Are"를 리메이크한 곡과 마크 라네건이 보컬로 참여한 곡들이 담겼다.

### <LSXX>와 <All Nerve> (2012년-현재)
2012년 <Last Splash> 앨범 당시의 멤버들이 재결합했다. 킴, 켈리, 윅스, 맥퍼슨은 4AD에서 20주년을 맞은 <Last Splash> 재발매 앨범인 <LSXX>의 출시와 함께 미국, 유럽, 호주, 남미에 걸친 투어를 벌였다.
2017년 10월 킴은 이듬 해에 새 앨범을 발매할 예정이라 밝혔고 <All Nerve> 앨범은 2018년 3월에 예정대로 4AD 레이블을 통해 출시되었다.

## 구성원
현 멤버
- 킴 딜 (Kim Deal) – 리드 보컬, 리듬 기타 (1989–1995년, 1996–2003년, 2008년-현재), 리드 기타 (1996–1998년)
- 조세핀 윅스 (Josephine Wiggs) – 베이스, 보컬 (1989–1995년, 2012년-현재)
- 켈리 딜 (Kelley Deal)– 리드 기타, 보컬 (1992–1995년, 1998–2003년, 2008년–현재), 리듬 기타 (1992년)
- 짐 맥퍼슨 (Jim Macpherson) – 드럼, 퍼커션 (1992–1995년, 1996–1997년, 2012년–현재)

이전 멤버
- 탄야 도넬리 (Tanya Donelly) – 리드 기타, 보컬 (1989–1992년)
- 캐리 브래들리 (Carrie Bradley) – 바이올린 (1989–1993년, 1996–1997년)
- 브릿 왈포드 (Britt Walford) – 드럼 (1989–1992년)
- 존 매톡 (Jon Mattock) – 드럼 (1992년)
- 리처드 프레슬리 (Richard Presley)– 리듬 & 리드 기타 (2000–2006년)
- 만도 로페즈 (Mando Lopez) – 베이스 (2000–2006년, 2008–2012년)
- 호세 메델레스 (Jose Medeles) – 드럼 (2001–2003년, 2008–2012년)

이전 투어 멤버
- 네이트 팔리 (Nate Farley) – 기타 (1996–1997년)
- 루이스 레르마 (Luis Lerma) - 베이스 (1996–1997년)
- 셰릴 린지 (Cheryl Lyndsey) – 기타 (2008–2012년)

## 앨범

### 정규 앨범
- Pod (1990년)
- Last Splash (1993년)
- Title TK (2002년)
- Mountain Battles (2008년)
- All Nerve (2018년)

### EP
- Safari (1992년)
- Head to Toe (1994년)
- Fate to Fatal (2009년)